# Hartsville (Indiana)
Hartsville è un comune degli Stati Uniti d'America, situato nello Stato dell'Indiana, nella contea di Bartholomew.